# 夏方
夏 方（か ほう、生没年不詳）は、中国三国時代の呉・西晋の政治家。字は文正。揚州会稽郡永興県の人。

## 生涯
夏方の一族は疫病に罹り、父母や伯父叔父など一族で13人の死者が出た。夏方はその時14歳であったが、夜は家族を偲んで慟哭し、昼は土を担いで墓を整備した。3年経ち夏方が17歳になり喪が明けると、夏方は墓の側に草庵を結びそこに住み、墓に松や柏の種を植え、烏鳥や猛獣を飼い慣らして墓の番をする生活をしたという。
後に夏方は呉に仕えて仁義校尉を拝し、さらに昇進して五官中郎将にまで昇進した。朝廷に出る時は決して車に乗らず、道では必ず他の人に進路を譲ったという。
呉が平定されると、高山県令に任じられた。百姓が罪を犯して鞭打ちの刑に処せられる者が居れば、夏方はその者の方向を向いて涙を流して刑を加えず、犯罪の大小にかかわらずこのようであったという。在官3年ののち、州の秀才に推挙されたが、辞退して家に還った。そののち87歳で亡くなったという。

## 伝記資料
- 『晋書』巻88 列伝第58 孝友